# Piper PA-25 Pawnee
PA-25 Pawnee je propelersko agrikulturno letalo, ki ga je proizvajal ameriški Piper Aircraft v letih 1959−1981. Uporablja se za razprševanje kemikalij, veliko se je uporabljal tudi za vleko jadralnih letal. Leta 1988 so prodali pravice za izdelavo argentinskemu podjetju Latino Americana de Aviación.

## Specifikacije (PA-25-235 Pawnee)
Viri: Macdonald Aircraft Handbook 
- Posadaka: 1
- Kapaciteta: 150 am. gal. (568 l) ali 1500 lb (545 kg) kemikalij
- Dolžina: 24 ft 9 in (7,55 m)
- Razpon kril: 36 ft 2 in (11,02 m)
- Višina: 7 ft 2 in (2,19 m)
- Površina kril: 183 ft² (17,0 m²)
- Prazna teža: 1457 lb (662 kg)
- Naložena teža: 2900 lb (1.317 kg)
- Maks. vzletna teža: 2900 lb (1.317 kg)
- Motor: 1 x Lycoming O-540-B2B5, 235 KM(175 kW)

- Maks. hitrost: 107 vozlov(188 km/h)
- Dolet: 300 milj (500 km)
- Višina leta (servisna): 13000 ft (3.963 m)
- Hitrost vzpenjanja: 630 ft/min (192 m/min)(pri MTOW)
- Obremenitev kril: 15,9 lb/ft² (77,5 kg/m²)
- Razmerje moč/teža: 0,0810 KM/lb (0,133 kW/kg)